# Ney (Németország)
Ney település Németországban, Rajna-vidék-Pfalz tartományban. Lakosainak száma 361 fő (2023. december 31.). Ney Boppard és Kratzenburg községekkel határos.

## Népesség
A település népességének változása:
| Lakosok száma | 325  | 339  | 350  | 370  | 355  | 361  |
|               | 1975 | 2017 | 2019 | 2021 | 2022 | 2023 |